# Cord Bothe
Cord Bothe (* 29. April 1920 in Hagenburg; † 30. März 1987 in Stadthagen) war ein deutscher Politiker (CDU).

## Leben
Bothe besuchte die Volksschule in Hagenburg und später das Realgymnasium im nahen Wunstorf. Er schloss die Mittlere Reife ab und begann eine landwirtschaftliche Lehre mit Gehilfenprüfung. Zwischen 1940 und 1945 war er im Kriegsdienst als Soldat; sein letzter Dienstgrad war Leutnant. Seit 1947 war er mit der Bewirtschaftung des eigenen landwirtschaftlichen Betriebes betraut und legte 1955 die Prüfung zum Landwirtschaftsmeister ab.
Bothe wurde stellvertretender Vorsitzender des CDU-Kreisverbandes Schaumburg und des Bezirks Hannover der CDU. Er war Mitglied des Verwaltungsrates der Kreis- und Stadtsparkasse Stadthagen, des Vorstandes der Hannoverschen Landwirtschaftlichen Berufsgenossenschaft, des Vorstandes der Hannoverschen Landwirtschaftlichen Krankenkasse, des Vorstandes der Hannoverschen Landwirtschaftlichen Alterskasse, des Verwaltungsausschusses der Niedersächsischen Tierseuchenkasse und der Landwirtschaftskammer Hannover.
Bothe war Vorsitzender des Niedersächsischen Landvolkes in Schaumburg sowie Vorsitzender des sozialpolitischen Ausschusses des Niedersächsischen Landvolkes Hannover. Er war Vorstandsmitglied des Unterhaltungsverbandes Meerbach Führse und Vorstandsmitglied des Abwasserverbandes Steinhuder Meer-Süd.
Seit 1952 war Bothe Ratsherr und wurde 1970 Bürgermeister und ehrenamtlicher Gemeindedirektor der Gemeinde Hagenburg. Seit 1974 war er Ratsherr sowie von 1974 bis 1976 Bürgermeister der Samtgemeinde Sachsenhagen. Im Jahr 1952 wurde er Kreistagsabgeordneter. Zwischen 1976 und 1981 war er stellvertretender Landrat des Landkreises Schaumburg-Lippe, später Landkreis Schaumburg.
Bothe zog als Mitglied der 8. bis 10. Wahlperiode vom 25. Februar 1976 bis 20. Juni 1986 in den des Niedersächsischen Landtag ein.

## Ehrungen
Cord Bothe ist Träger des Bundesverdienstkreuzes am Bande. In Hagenburg ist der Cord-Bothe-Platz nach ihm benannt.